# قائمة مصطلحات تشريح المواضع
يعتمد علم التشريح على مصطلحات متفق عليها، واضحة جلية ومعلومة، تسهل التعامل مع الجسم في التدريس والفحص والعلاج والبحث والتعريف والتشريح وما شابه، وتُستخدم هذه المصطلحات في وصف جسم الكائن الحي ومواضع أعضائه والعضلات والعظام والحركة فيه، ويستوي ذلك في تشريح الحيوانات بصفة عامة والإنسان أيضاً.
تم توحيد المصطلحات التشريحية ضمن مجالات محددة من علم الأحياء، ولكن هناك أحيانا أحوال جوهرية، لا مفر منها، تختلف بين بعض التخصصات. على سبيل المثال، لا تزال هناك خلافات في المصطلحات، إلى حد ما، تفصل بين المصطلحات المستخدمة في علم التشريح البشري عن تلك المستخدمة في دراسة مختلف الفئات الحيوانية الأخرى.

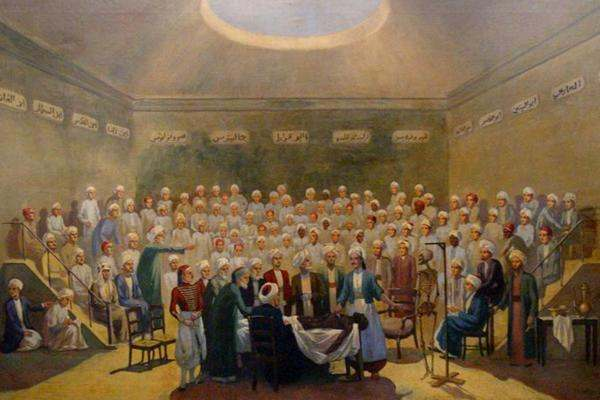
كلوت بك في زيّ الجيش المصري أثناء تدريس أول حصة من مادة التشريح في "أبو زعبل"، مصر في 20 يونيو 1829. وحضر الدرس بعض مشائخ الأزهر.

## تقديم
وضعت مصطلحات موحدة لمواضع الأعضاء في علم التشريح وعلم الحيوان، تستند عادة إلى اللاتينية واليونانية، لتمكين علماء الأحياء والطب من تحديد ونقل المعلومات بدقة عن أجسام الحيوانات وأعضائها، على الرغم من أن معنى بعض المصطلحات في كثير من الأحيان قد يختلف مع السياق.
و حين بدأت العلوم بالانحدار في الغرب بسبب معارضة الكنيسة لها، وجدت مناخاً خصباً للتقدم في ظل الحضارة العربية الإسلامية، فأبدع علماء العرب والمسلمين في علم التشريح في العصور الوسطى في زمن دام خمسة قرون حيث أعقبها عصر النهضة في أوروبا، ولم يقتصر أثر العرب على نقل مؤلفات العلماء الإغريق والرومان والهنود إلى اللغة العربية وحفظ هذه العلوم إلى الأجيال اللاحقة من الجنس البشري، بل أغنوا هذه العلوم بمكتشفات جديدة وأضافوا إلى علم التشريح ونقضوا بعض المعلومات السابقة.

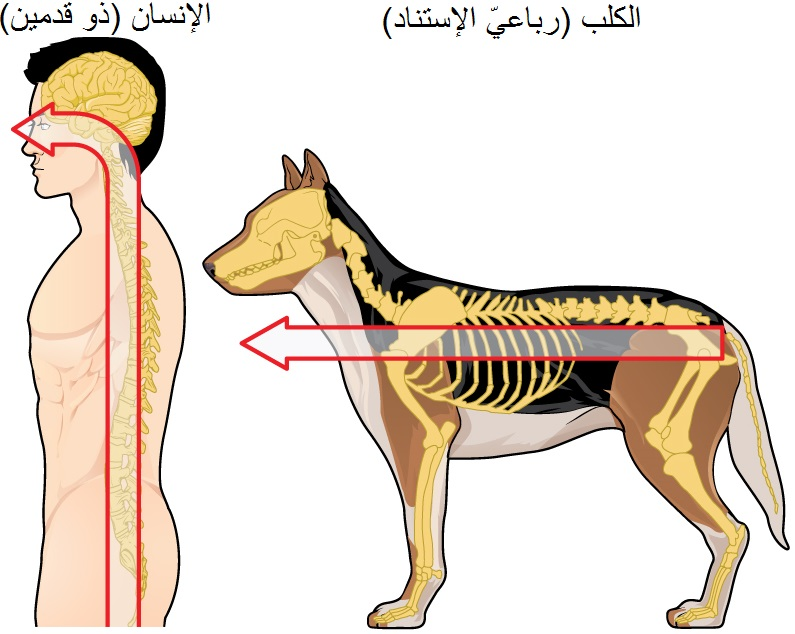
تُستخدم مصطلحات تشريحية فريدة لوصف البشر والحيوانات. وبسبب الاختلافات بين هياكل البشر وسائر الحيوانات، تستخدم مصطلحات مختلفة اعتماداً على اختلاف الجهاز العصبي المركزي، وما إذا كان الحيوان أحد أنواع الفقاريات أو اللافقاريات.

تشترك الفقاريات والقحفيات في إرث جوهري كبير وهيكل موحد، ولذلك فهناك الكثير من المصطلحات المستخدمة مشتركة بينهما في الوصف التشريحي. ولكن هذه المصطلحات المشتركة تستند إلى التشريح الخاص لكل حيوان بطريقة معيارية.
و الجنس البشري أحد أنواع الفقاريات ولكن تختلف بعض المصطلحات التشريحية الخاصة به عن الفقاريات الأخرى وذلك لأن البشر لديهم جهاز عصبي مركزي مختلف عن باقي أنواع الفقاريات، وكذلك لأن البشر يُعتبروا في الوصف التشريحي بأنهم في الوضعية التشريحية القياسية على عكس الحيوانات التي ترتكز على أربعٍ. فمثلا الجزء العلوي من الإنسان هو «الرأس»، بينما الجزء العلوي من الكلب قد يكون «الظهر»، أما في سمك المفلطح فيمكن أن يشير إلى أيٍ جانبه الأيمن أو الأيسر.
في اللافقاريات، يصبح التطبيق المعياري للمصطلحات التشريحية في كثير من الأحيان صعباً أو جدلياً في أحسن الأحوال، ويظهر ذلك جلياً عند الاختلاف الجذري في التشكّل (morphology) بحيث ينتفي التنادد ولا تشير المصطلحات إلى مفاهيم مشتركة. على سبيل المثال، العديد من الأنواع ليست متناظرة على الجانبين، فقد يكون التماثل «كروياً» أو «شعاعياً» في اتجاه أنصاف الأقطار. في هذه الأنواع تعتمد المصطلحات التشريحية على نوع التماثل (إن وجد).

### الوضعية التشريحية القياسية
لأن الحيوانات يمكن أن تتكيف وتتتغير حسب البيئة المحيطة بها، ولأن الزوائد مثل الأطراف أو المجسات يمكن أن يتغير وضعها بالنسبة للجسم الرئيسي، فإن مصطلحات مواضع الأعضاء تحتاج إلى الرجوع إلى وضع قياسي للحيوان يتم وصف المواضع التشريحية عليه. وعليه، فكل الأوصاف المتعلقة بالكائن تكون في مواقعها التشريحية القياسية، حتى عندما تكون زوائد هذا الكائن في موضع آخر. هذا يساعد على تجنب الخلط في المصطلحات عند الإشارة إلى نفس الكائن في المواقف المختلفة.
في البشر، تشير الوضعية التشريحية القياسية إلى جسم الإنسان في وضعية الوقوف مع الأذرع على الجانبين وراحة الأكف إلى الأمام والإبهام إلى خارج الجسم. وعلى الرغم من أن المصطلحات العامة المستخدمة في الطب البيطري للفقاريات يمكن استخدامها أيضا لوصف أعضاء الإنسان في الطب البشري، إلا أنه يُعتقد أن مصطلحات التشريح البشرى ترسخت واكتملت على مر العصور ولا يحبذ استبدالها بمصطلحات تشريح الفقاريات.

### دمج المصطلحات
يمكن دمج العديد من المصطلحات التشريحية، إما للإشارة إلى موضع يقع في محورين في نفس الوقت، أو للدلالة على اتجاه حركةٍ ما بالنسبة إلى باقي الجسم. على سبيل المثال، «أمامي وحشي» أو «أَمامِيٌّ جانِبِيّ» (anterolateral) يشير إلى الموضع الذي هو على حد سواء أمامي وأيضا جانبي بالنسبة لمحور الجسم (مثل العضلة الصدرية الكبيرة). في الأشعة، يمكن القول عن صورة الأشعة السينية أنها «أمامية خلفية» (anteroposterior) للإشارة إلى أن الشعاع السيني مر من مصدره إلى جدار الجسم الأمامي (البطني) للمريض ومر خلال الجسم ثم خرج من خلال جدار الجسم الخلفي (الظهري).
لا يوجد حد للسياقات الممكنة لدمج المصطلحات مع بعضها البعض في تراكيب جديدة. فيمكن دمج تراكيب جديدة من مصطلحين أو ثلاثة أو أكثر، على سبيل المثال: إذا نظرنا لحيوان ما من ظهره من الجانب الوحشي فيطلق على ذلك: منظر «ظهراني وحشي» أو «خلفي جانبي» (dorsolateral). كما يمكن دمج ثلاثة مصطلحات كما في «أمامي جانبي خلفي» (anteriodorsolateral). ليس هناك قاعدة صارمة للتدخل في أفضلية اختيار مثل هذه المصطلحات المُدمجة.

### المستويات
تستخدم ثلاث مستويات مرجعية أساسية لوصف الموضع:
1. المستوى السهمي (sagittal plane) أو المستوى الطولي (longitudinal plane) هو مستوىً يقع موازياً للدرز السهمي في الجمجمة (أنظر الصور)، وجميع المستويات السهمية الأخرى (يشار إليهم بالمستويات المجاورة للسهمي parasagittal planes) موازية له.[6]
* المستوى الناصف (median plane) أو المستوى السهمي النصفي (midsagittal plane) أو المستوى المحوري هو المستوى السهمي الذي ينصف الجسم إلى يمين ويسار.[6] وهذا المستوى يمر عبر الرأس، والحبل الشوكي، والسرة، وفي الحيوانات يمر بالذيل.[6] ويمكن للمستوى الناصف أن يشير أيضا إلى المستوى السهمي النصفي لأجزاء أخرى، مثل الإصبع.
2. المستوى الجبهي (frontal plane) أو المستوى الإكليلي (coronal plane) يقسّم الجسم إلى ظهري وبطني (خلفي وأمامي). بالنسبة للبشر بعد المرحلة الجنينية فإن المستوى الإكليلي يكون عمودياً والمستوى المستعرض أفقياً، ولكن بالنسبة للأجنة وذوات الأربع يكون المستوى الإكليلي أفقياً والمستوى المستعرض رأسياً.
* المستوى الطولي (longitudinal plane) هو أي مستوى عمودي على المستوى العرضي. المستوى الإكليلي والمستوى السهمي أمثلة من المستويات الطولية.
3. المستوى المستعرض (transverse plane)، المعروف أيضا باسم المقطع العرضي (cross-section)، يقسم الجسم إلى الجمجمة والذيلية (الرأس والذيل) أجزاء.

#### في علم التشريح البشري
- المستعرض (المعروف أيضا باسم الأفقي) يكون موازياً للأرض، ويفصل (في البشر) بين الجزئين العلوي والسفلي، أو بعبارة أخرى، رأسه من قدميه.
- الإكليلي (المعروف أيضا باسم الجبهي) يكون عمودياً على الأرض، ويفصل (في البشر) يفصل بين الجزئين الأمامي والخلفي أوبين الظهري والبطني.

### المحاور
نختار قطبين ظاهرين متقابلين في جسم الكائن الحي. وبحكم التعريف، كل زوجين من نقاط متقابلة يحددان محوراً. ففي كائن ثنائي التناظر (مثل الإنسان)، يوجد 6 نقاط متقابلة يعطون ثلاثة محاور تتقاطع في زوايا قائمة، وتلك المحاور هي «س» و«ص» و«ع» (x, y and z) المعروفة من الهندسة الفراغية.
| اسم المحـور | الإتجــاه        | يتجـه نحـو                          |
| --- | ---------------- | ----------------------------------- |
| أمامي خلفي (Anteroposterior) منقاري ذيلى 1 (rostrocaudal) جمجمي ذيلي 1 (craniocaudal) رأسي ذيلي 2 (cephalocaudal) | أمامي (Anterior) | نهاية الرأس                         |
| أمامي خلفي (Anteroposterior) منقاري ذيلى 1 (rostrocaudal) جمجمي ذيلي 1 (craniocaudal) رأسي ذيلي 2 (cephalocaudal) | خلفي (Posterior) | الخلف / نهاية الذيل                 |
| ظهري بطني (Dorsoventral)                                                                                          | ظهري (dorsal)    | الخلف / عمود الفقري                 |
| ظهري بطني (Dorsoventral)                                                                                          | بطني (ventral)   | البطن                               |
| يمين يسار (Left-right, dextro-sinister 2, sinistro-dexter 2)                                                      | يمين             | الجهة اليمني                        |
| يمين يسار (Left-right, dextro-sinister 2, sinistro-dexter 2)                                                      | يسار             | الجهة اليسرى                        |
| جانبي ناصفي 3 (Mediolateral)                                                                                      | وسطي (Medial)    | المنتصف / المركز                    |
| جانبي ناصفي 3 (Mediolateral)                                                                                      | جانبي (Lateral)  | يمين ويسار                          |
| قريب بعيد (Proximal/distal)                                                                                       | قريب (Proximal)  | مكان تعلق الأطراف أو اللواحق بالبدن |
| قريب بعيد (Proximal/distal)                                                                                       | بعيد (Distal)    | طرف / نهاية الأطراف أو اللواحق      |

الملاحظات
(1) استعمال شائع إلى حد ما.
(2) استخدام غير شائع.
(3) أي ما يعادل نصف محور يمين-اليسار.
- المصطلحات مثل «وسيطة»، «المماثل»، «الجانب المقابل»، «سطحي»، و«عميق»، هي مصطلحات نسبية من حيث هي، وبالتالي لا تحدد بشكل صريح محاور تشريحية محددة.

## التشريح البشري
تستخدم هذه المصطلحات في وصف الجسم البشري وأعضائه وغيرها فيما يتعلق بجسم الإنسان.

### علوي وسفلي
علوي (Superior):  معناه أقرب إلى الرأس، ويطلق عليه مصطلح آخر وهو الجمجمي (cranial) أو (cephalic). وهناك مصطلح آخر مستخدم في علم الأجنة نادرا ما يستخدم في التشريح الآدمي وهو مصطلح: منقاري (rostral)، الذي يشير إلى القرب من «مقدمة الوجه» أو منطقة الفم أو الأنف، أو كما في حالة المخ فيشير إلى القرب من «الفص الجبهي» (frontal lobe)، وذلك أكثر عن كونه يشير إلى «المنطقة العلوية»، وهو ما ينطبق أكثر على تشريح الكائنات مثل فصيلة الخيل.
سفلي (inferior): معناه أقرب إلى القدم، ويطلق عليه مصطلح آخر نادرا ما يستخدم التشريح الآدمي وهو الذيلي (caudal).
- والمحور الواصل بينهما اسمه: محور علوي-سفلي (بالإنجليزية: superior-inferior axis)‏ وأحيانا (بالإنجليزية: cranio-caudal axis)‏.

### أمامي وخلفي
أمامي (Anterior):  معناه أقرب إلى الجهة الأمامية من الجسم، ويطلق مصطلح آخر عليه وهو البطني (ventral).
خلفي (Posterior): معناه أقرب إلى الجهة الخلفية من الجسم، ويطلق مصطلح آخر عليه وهو الظهري (dorsal).
- والمحور الواصل بينهما في الإنسان اسمه: محور أمامي-خلفي (بالإنجليزية: Anteroposterior)‏، كمثال: القُطر الأمامي-الخلفي للصدر (anteroposterior diameter of the chest) أو (AP diameter of the chest) وهو قياس عمق الصدر من الأمام إلى الخلف (و ليس عرضه من اليمين إلى اليسار).

### وسطي وجانبي
وسطي (Medial):  معناه أقرب إلى الخط المنصف لجسم الإنسان، ويطلق مصطلح آخر عليه وهو الإِنْسِيّ.
جانبي (Lateral): معناه أبعد عن الخط المنصف لجسم الإنسان أي «جانبي»، ومنها «الجانبي الأيسر» (بالإنجليزية: left lateral)‏ و«الجانبي الأيمن» (بالإنجليزية: right lateral)‏ ويطلق مصطلح آخر عليه وهو «الطرفي» وقد يسمى أيضا «الوَحشِيّ».
المحور الواصل بينهما اسمه: محور جانبي-ناصفي (بالإنجليزية: mediolateral axis )‏. ونادرا ما يستخدم في الطب مصطلح «محور يميني-يساري» (بالإنجليزية: left-right axis)‏.
وتشمل المصطلحات المشتقة:
- الجانب المقابل (Contralateral)، على سبيل المثال: الذراع الأيسر على الجانب المقابل للذراع الأيمن أو الساق اليمنى.
- نفس الجانب (Ipsilateral)، على سبيل المثال: الذراع الأيسر على نفس الجانب مع الساق اليسرى.

ويشيع استخدام هذان المصطلحان الأخيران في التشريح العصبي نتيجة لطبيعة تخطيط الجهاز العصبي. على سبيل المثال، القشرة الحركية (motor cortex) في الدماغ الأيمن تسيطر على حركة الذراع الأيسر في الجانب المقابل.

### قريب وبعيد
يُستخدم مصطلح «قريب» و«بعيد» لوصف القرب أو البعد عن الكتلة الرئيسية من الجسم خاصة أطراف الجسم العلوية والسفلية (الأيدي والأرجل) أو لوصف القرب أو البعد لنقطة ما عن نقطة مرجعية أخرى. تختلف هذه النقطة المرجعية ولكنها عادة ما تكون هي نقطة تعلق الأطراف أو اللواحق بالبدن، وعنها، يُنسب البعد أو القرب. كمثال: السطح الخارجى للضرس الأبعد عن مركز الفم، يقال أنه على الجهة البعيدة. مثال عن اللواحق: أي جزء من الجهاز الهضمى أقرب للفم يقال له «قريب»، وإذا كان أقرب لفتحة الشرج فيقال له «بعيد».
قريب (Proximal):  معناه أقرب إلى جذر الطرف (منشأ الطرف)، ويطلق عليه مصطلح آخر هو: الداني أو المتاخم أو المحاذي.
بعيد (Distal): معناه أبعد عن جذر الطرف (منشأ الطرف)، ويطلق عليه مصطلح آخر هو: القاصي.

### مصطلحات متخصصة
أخمصي (Volar) يشير إلى الجانب السفلى لليد والقدم وهو اسم شامل.
1. مصطلح راحيّ (Palmar) اسم مشمول منه لراحة اليد، مثال: عضلة راحية طويلة.
2. كذلك (Plantar) تعني أخمصي للقدم.

أروح (valgus) وأفحج (varus) مصطلحان خاصان بالتزوِّي (angulation) في الجزء البعيد من أحد الأطراف عند المفصل، أي ميلان الجزء البعيد عند المفصل إما للخارج (أروح) أو للداخل (أفحج). ومنهما التصريف اللغوى: فحجي، فحجاء، وكذلك: روح، روحي، روحاء. هناك تزوّي (ميلان) طبيعي بعد المفصل كمثال: الكوع، حيث لا يكون الساعد على استقامة واحدة مع العضد بعد الكوع، ولكن الساعد يتزوّى للخارج بمقدار 5-10° درجات في الحالة الطبيعية.

### سطحي وعميق
سطحي (Superficial):  معناه أقرب إلى الجلد، ويطلق مصطلح آخر عليه وهو الظاهري أو الخارجي.
عميق (Deep): معناه أبعد عن الجلد، ويطلق مصطلح آخر عليه وهو الغائر.

## حالات خاصة

### المعالم التشريحية
هناك العديد من المعالم التشريحية الأخرى لوصف أماكن أعضاء الجسم.
يمكن وصف كل فقرة من فقرات العمود الفقري بحسب وقوعها في أحد أجزاء العمود الفقري. وغالبا ما يتم اختصار هذا الموضع بحرف ورقم، يعبران باختصار عن الجزء الذي تقع فيه هذه الفقرة من العمود الفقري وعن ترتيب الفقرة فيه. فيؤخذ الحرف الأول من الاسم اللاتيني أو الإنجليزي اختصارا لاسم الجزء الذي تقع فيه من العمود الفقري، ثم رقم يدل على ترتيب هذه الفقرة في ذلك الجزء. هناك 33 فقرة مرتبة من الأعلى إلى الأسفل حسب الرموز التالية:
1. الفقرات العنقية (بالإنجليزية: Cervical vertebrae)‏ - عبارة عن 7 فقرات (C1-C7).
2. الفقرات الصدرية (بالإنجليزية: Thoracic vertebrae)‏ - عبارة عن 12 فقرة (T1-T12).
3. الفقرات القَطَنِية (بالإنجليزية: Lumbar vertebrae)‏ - عبارة عن 5 فقرات (L1-L5).
4. العجز (بالإنجليزية: Sacrum)‏ - عبارة عن 5 فقرات (S1-S5) ملتصقة ببعضها لتكون العجز.
5. العصعص (بالإنجليزية: Coccyx)‏ - عبارة عن 4 فقرات (أحيانا 3 أو 5) ملتصقة ببعضها لتكون العصعص.

فعلى سبيل المثال، الفقرة الرابعة الواقعة ضمن الفقرات الرقبية تُسمَّى "C4"، الفقرة السادسة الواقعة ضمن الفقرات الصدرية تُسمَّى "T6"، الفقرة الثالثة الواقعة ضمن الفقرات القَطَنِية تُسمَّى "L3". لأن فقرات العجز ملتصقة ببعضها في قطعة واحدة، لا يتم استخدامها في كثير من الأحيان لتحديد الموقع.
قد يمكن الإشارة أيضاً إلى المواضع عن طريق علم التشريح السطحي، وذلك عن طريق المعالم الظاهرة على الجلد أو التي تُرى من فوق الجلد. على سبيل المثال، يمكن وصف الفقرات بالنسبة إلى الشوكة الحرقفية الأمامية العلوية، والكعب الإنسي أو اللقيمة الإنسية (للفخذ أو للعضد).

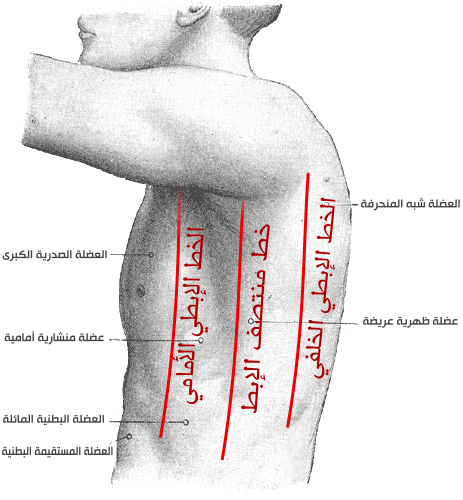
الخطوط الإبطية ظاهرة باللون الأحمر:
خط منتصف الإبط midaxillary line
خط الإبط الأمامي anterior axillary line
وخط الإبط الخلفي posterior axillary line

«الخطوط» التشريحية هي خطوط نَظَرِيّة مرسومة على البدن، وتستخدم أيضا لوصف المكان التشريحي. على سبيل المثال:
- خط منتصف الإبط (بالإنجليزية: midaxillary line)‏، وهو خط يمتد رأسياً إلى أسفل سطح الجسم ويمرّ عبر قمة الإبط. بالتوازي معه يوجد خط الإبط الأمامي (بالإنجليزية: anterior axillary line)‏، الذي يمر عبر ثنية جلد الإبط الأمامية، وخط الإبط الخلفي (بالإنجليزية: posterior axillary line)‏، الذي يمرعبر ثنية جلد الإبط الخلفية.
- خط منتصف الترقوة (بالإنجليزية: mid-clavicular line)‏، وهو خط يمتد رأسياً إلى أسفل سطح الجسم يمر عبر منتصف الترقوة.
- خط منتصف الحدقة (بالإنجليزية: mid-pupillary line)‏، وهو خط يمتد رأسياً إلى أسفل الوجه ويمر خلال منتصف الحدقة عند النظر إلى الأمام مباشرة.
- نقطة منتصف الأربي (بالإنجليزية: mid-inguinal point)‏، تقع في منتصف المسافة بين نقطة الشوكة الحرقفية الأمامية العلوية والارتفاق العاني.
- خط بين العرفين (بالإنجليزية: Intercristal line)‏، وهو خط مستعرض يمر عبر العمود الفقري القطني والجوانب العليا من العُرف الحَرقَفي.
- خط منتصف الظهر (بالإنجليزية: Mid-dorsal line)‏، هو خط التقاطع بين جلد الظهر والمستوى الناصف.
- خط منتصف البطني (بالإنجليزية: Mid-ventral line)‏، اهو خط التقاطع بين جلد البطن والمستوى الناصف.

### الفم والأسنان
انظر أيضا: مصطلحات الأسنان

الخط الأحمر المتقطع عند الذقن يُبين موضع الإرتفاق الذقنى (mandibular symphysis)

بعض المجالات مثل علم العظام، علم الأحياء القديمة (الحفريات)، وطب الأسنان تطبق مطلحات خاصة لوصف الفم والأسنان. وذلك لأنه على الرغم من أن الأسنان قد تكون متراصة في محاورها الرئيسية في الفك، إلا أن هناك بعض العلاقات المختلفة التي تتطلب مصطلحات خاصة؛ على سبيل المثال بعض الأسنان يمكن أن تكون قد استدارت في مكانها بالفك بحيث أن جوانبها أصبحت تواجه جهات مختلفة نتيجة هذا الدوران غير الطبيعي، وفي هذه الحالة تكون مصطلحات مثل «الأمامية» أو «الوحشية» ملتبسة.

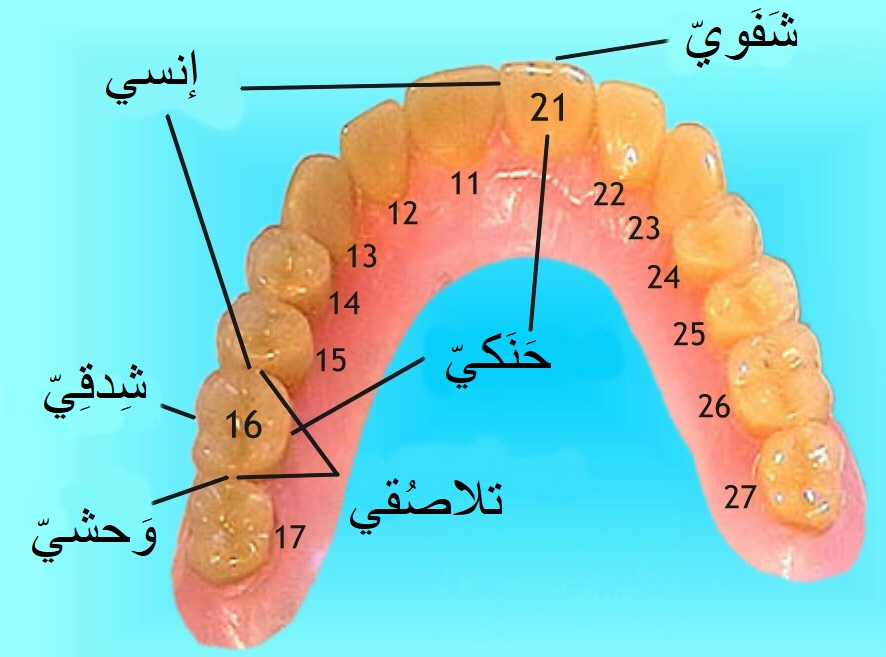
مصطلحات الأسنان

- شِدقِيّ (بالإنجليزية: Buccal )‏ (باللاتينية: bucca) : على الجانب الذي يواجه الخد.
- شِدْقِيٌّ لِسانِيّ (بالإنجليزية: Buccolingual)‏ : المكان أو المحور الواقع بين اللسان والخد، كما هو الحال في مكان الضرس الذي يقع بينهما.
- وَحشيّ (بالإنجليزية: Distal)‏ : بعيدا عن الإرتفاق الذقني (بالإنجليزية: mandibular symphysis) الذي يقع في الفك السفلي حيث تلتقي عظام الفكين السفليين الأيمن والأيسر عند الذقن ويلتصقا.
- إنسي (بالإنجليزية: Mesial)‏ : قريبا نحو الإرتفاق الذقني (بالإنجليزية:  mandibular symphysis)‏ (حيث تلتقي عظام الفكين السفليين الأيمن والأيسر عند منتصف الذقن).
- إِنْسِيٌّ وَحْشِيٌّ (بالإنجليزية: Mesiodistal)‏ : المحور الذي هو على طول الفك بين موضعي: الإنسي والوحشي.
- وَجهِيّ (بالإنجليزية: Facial)‏ : على الجانب البعيد عن اللسان.
- قاطِعِيّ (بالإنجليزية: Incisal)‏ : إشارة إلى الإطباق أو حافة العض في الأسنان القاطعة.
- تلاصُقي (بالإنجليزية: Interproximal)‏ : يقع بين الأسنان المجاورة، مثل باحة التماس (سطح التلامس) بين اثنين من الأسنان المتجاورة.
- شَفَويّ (بالإنجليزية: Labial )‏ (باللاتينية: labium) : مواجه للشفاه.
- شَفَوِيٌّ لِسانِيّ (بالإنجليزية: Labiolingual)‏ : المكان أو المحور الواقع بين اللسان والشفتين، كما هو الحال في مكان القواطع الذي يقع بينهما.
- لسانيّ (بالإنجليزية: Lingual )‏ (باللاتينية: lingua) : استخدام هذا المصطلح ينحصر على الفك السفلي. سطح السن أو الضرس الذي يواجه اللسان.
- إطباقيّ (بالإنجليزية: Occlusal)‏ : السطح الماضغ أو العاضّ للأسنان، وخاصة الأسنان المجاورة للخد.
- حَنَكيّ (بالإنجليزية: Palatal)‏ : استخدام هذا المصطلح ينحصر على الفك العلوي. سطح السن أو الضرس المطل على الحنك الصلب (سقف الحلق).
- الدهليزي  (بالإنجليزية: Vestibular )‏ (باللاتينية: vestibulum) : الجانب البعيد عن اللسان.

### اليدان والذراعان
في الوضعية التشريحية القياسية، تكون راحة كل اليد مواجهة للأمام. ولتجنب الإلتباس، تُستخدم العديد من المصطلحات الخاصة.
المصطلح الاتجاهي «راحيّ» (بالإنجليزية: palmar)‏ (باللاتينية: palma) يُستخدم للجزء الأمامي من اليد (حسب الوضعية التشريحية القياسية)، ويُستخدم مصطلح «ظهري» لوصف ظهر اليد. ومن خلال ربط الطرفين المتقابلين يتشكل محور «راحي-ظهري» (بالإنجليزية:  dorsopalmar)‏ الذي يشيع استخدمه لوصف اليد، كما يستخدم أحيانا لوصف الذراع ككل (انظر الشكل). هذن المصطلحان يحلان محل مصطلحيّ «الأمامي» و«الخلفي»، واللذان يمكن أيضا استخدامهما، حيث يستخدم «راحي» محل «الأمامي» و«ظهري» محل «خلفي» لوصف ظهر اليد أو الذراع. المحور الثالث (لا يظهر في الشكل المقابل) هو محور «ناصف-وحشي» (بالإنجليزية: mediolateral)‏، ولكن إذا استخدم لوصف الذراع فإن «وسطي» قد تشير إلى وسط الذراع نفسه.
في الساعد، يتم تسمية الجانبين بالنسبة لقربهم من العظام، فالأجزاء الأقرب إلى عظم الكعبرة هي كعبرية (بالإنجليزية: radial)‏، والأجزاء الأقرب إلى عظم الزند هي زندية (بالإنجليزية: ulnar)‏، والأجزاء المتعلقة بالعظمتين معا يشار إليها بـكعبري-زندي (بالإنجليزية: radioulnar)‏. وبالمثل، في الجزء الأسفل من الساق، فالأجزاء الأقرب إلى عظم الظنبوب (قصبة الساق) (بالإنجليزية: Tibia)‏ يقال لها ظنبوبية، والأجزاء الأقرب من عظم الشظية يُقال لها شظوية (بالإنجليزية:    fibular أو peroneal)‏ .

### الإتجاه الدوراني
معظم مصطلحات التشريح قريبة إلى الحركة الخطية (ستة درجات حرية) على محاور س ص ع، ولكن هناك درجات أخرى من الحرية كذلك، على وجه الخصوص: «الدوران» حول أي من هذه المحاور الثلاثة.
انقلاب أمامي (بالإنجليزية: Anteversion)‏ وانقلاب خلفي (بالإنجليزية: Retroversion)‏ هما مصطلحان تشريحيان متممان لبعضهم البعض من ناحية الموقع، يصفان درجة التدوير لِبِنيَةٍ تشريحية من حيث الدوران للأمام (نحو الجزء الأمامي من الجسم) أو الخلف (نحو الجزء الخلفي من الجسم) وذلك بالنسبة إلى موضع إسناد محدد. كما يُستخدم المصطلحان لاختيار مركز مناسب للزراعة الجراحية، كما هو الحال في رأب المفاصل (بالإنجليزية: arthroplasty)‏.
- يشير مصطلح انقلاب أمامي (بالإنجليزية: Anteversion)‏ إلى بنية تشريحية تميل إلى الأمام أكثر من المعتاد، سواء بسبب مرضي أو بسبب عارض. على سبيل المثال، قد تكون هناك حاجة لقياس الإنقلاب الأمامي لعنق عظمة الفخذ.[9] مثال آخر، رحم المرأة عادة ما يكون في انقلاب أمامي يميل قليلا إلى الأمام. مثال آخر الحوض المنحرف، وهو يميل إلى الأمام إلى درجة ما.
- يشير مصطلح انقلاب خلفي (بالإنجليزية: Retroversion)‏ إلى الدوران حول المحور نفسه كما في الإنقلاب الأمامي، ولكن في الاتجاه المعاكس، وينطبق هذا المصطلح على الهياكل الصلبة مثل العظام، أو الأعضاء اللينة مثل الرحم، أو الغرسات الجراحية.

## صور إضافية

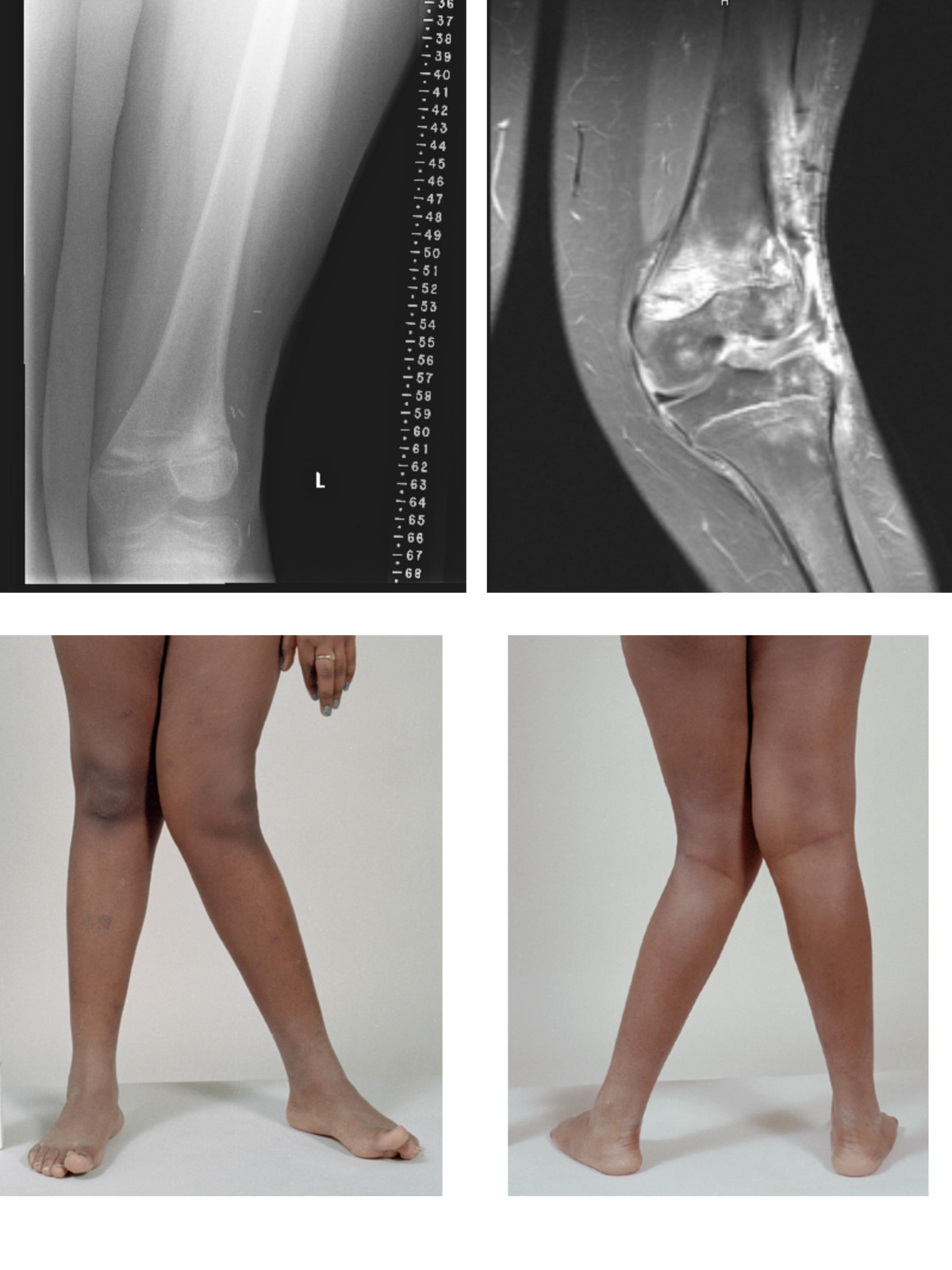
تَشَوُّهٌ أَرْوَح (Valgus deformity). يُلاحظ تزوّي (ميلان) الساق للخارج بعد مفصل الركبة. صورتان ومقطعان بالرنين المغناطيسي MRI.
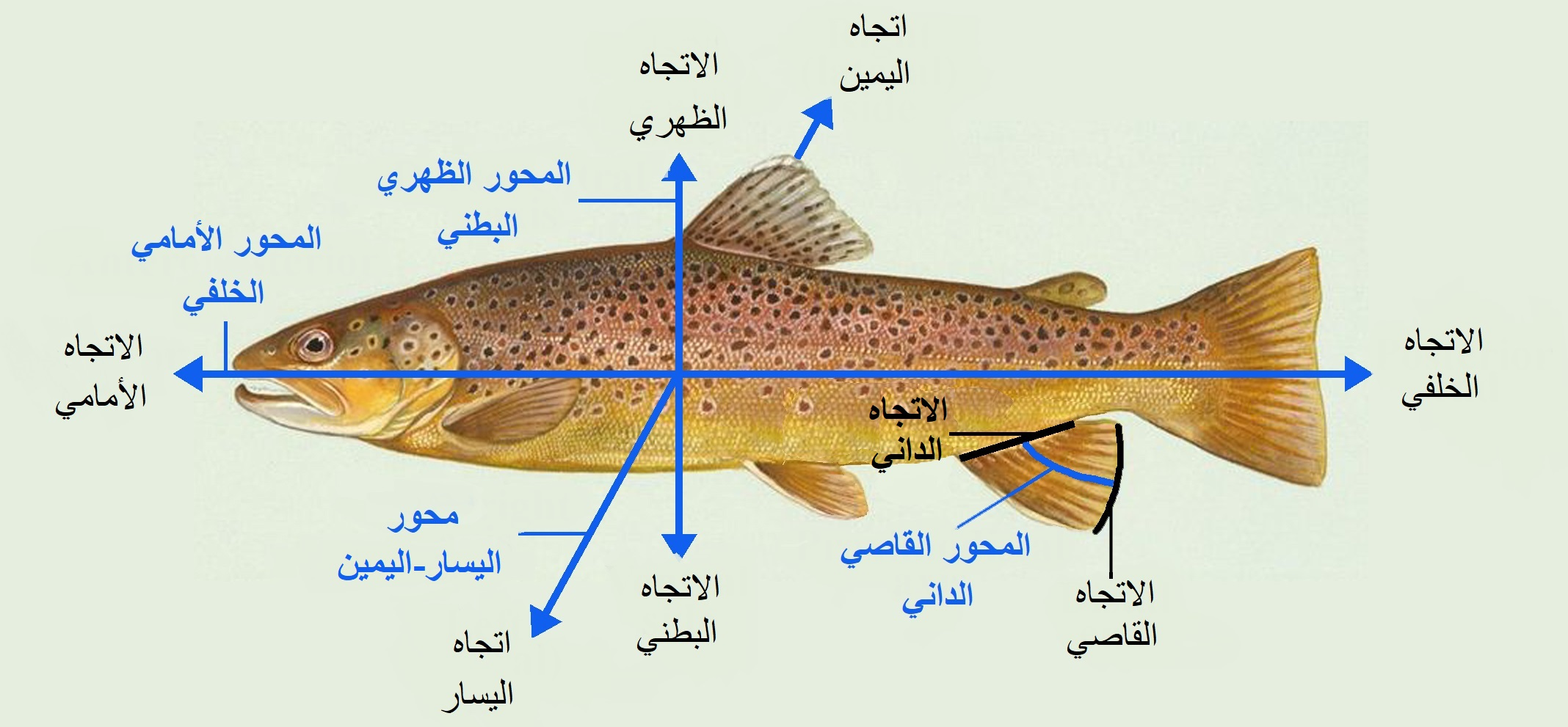
الاتجاهات التشريحية (بالأسود) والمحاور (بالأزرق) للفقاريات، تطبيق على سمكة من الفقاريات.
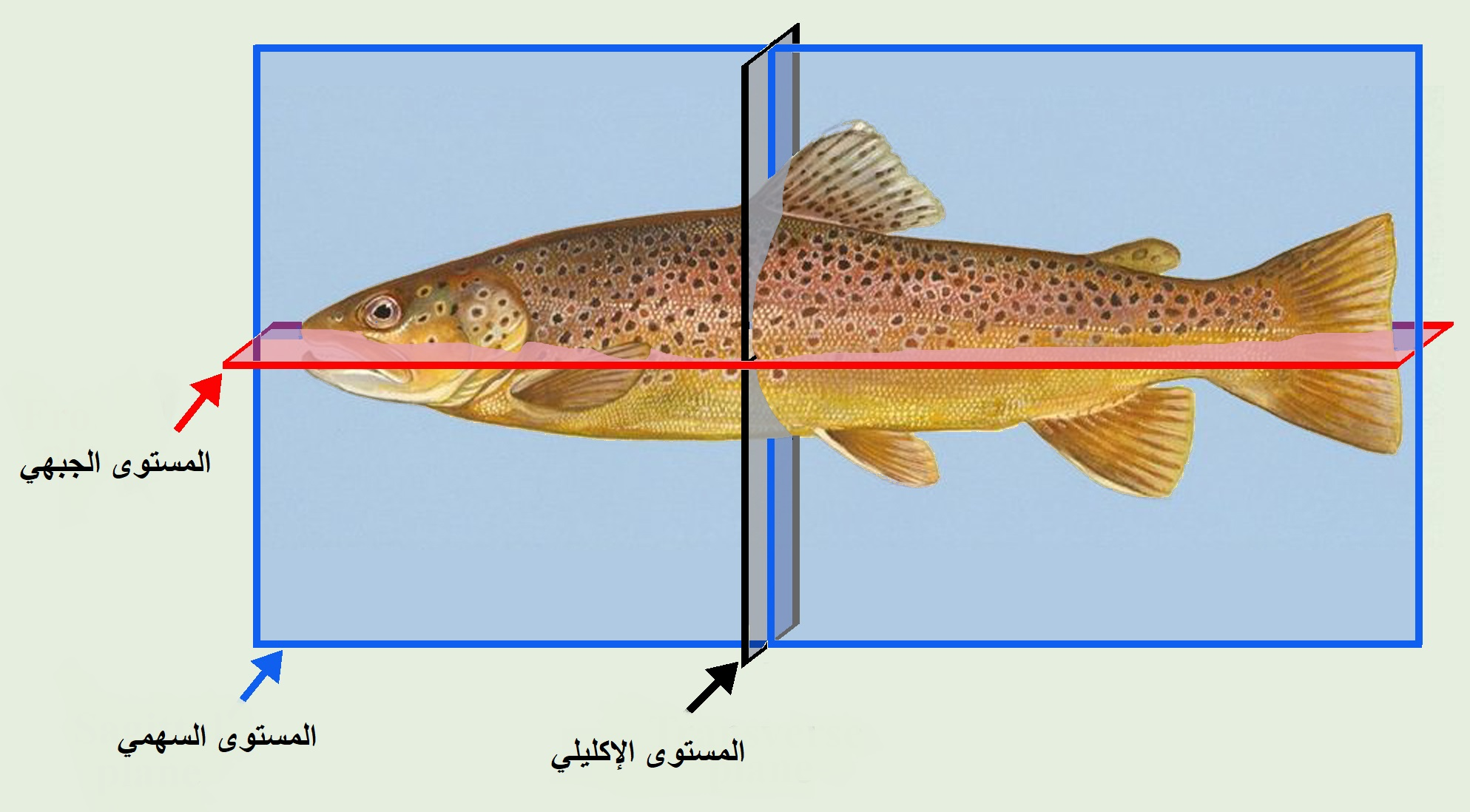
المقاطع الثلاثة الأساسية ،تطبيق على سمكة من الفقاريات.
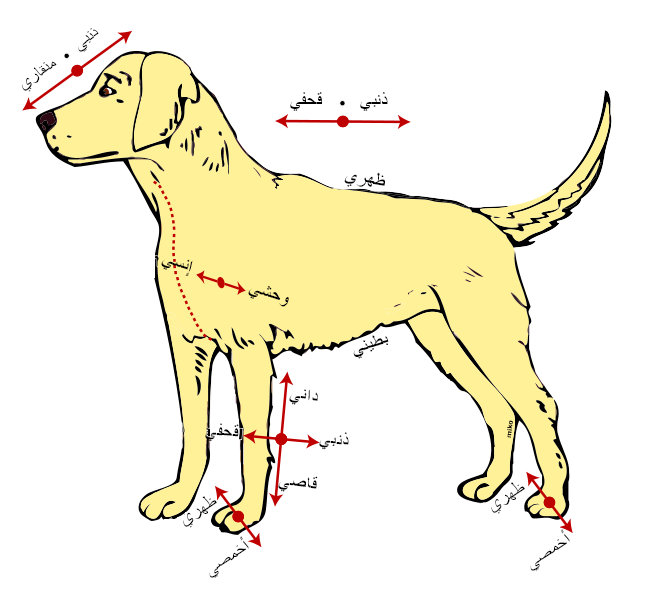
الاتجاهات التشريحية، تطبيق على كلب كمثال على حيوان من الثدييات من الفقاريات رباعية الأرجل.
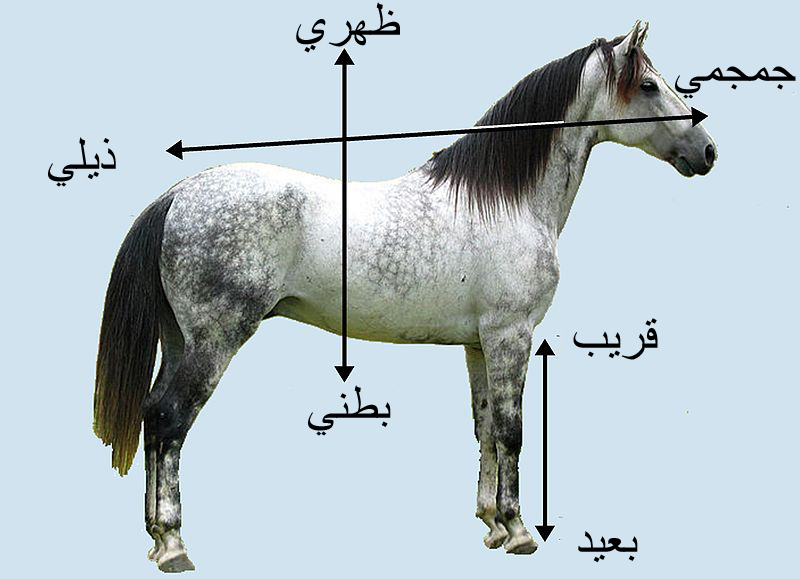
الاتجاهات التشريحية، تطبيق على حصان كمثال على حيوان ثديي وحيد الحافر من الفقاريات رباعية الأرجل.
الاتجاهات التشريحية، تطبيق على الكنغر أكبر الحيوانات الجرابية كمثال للفقاريات.
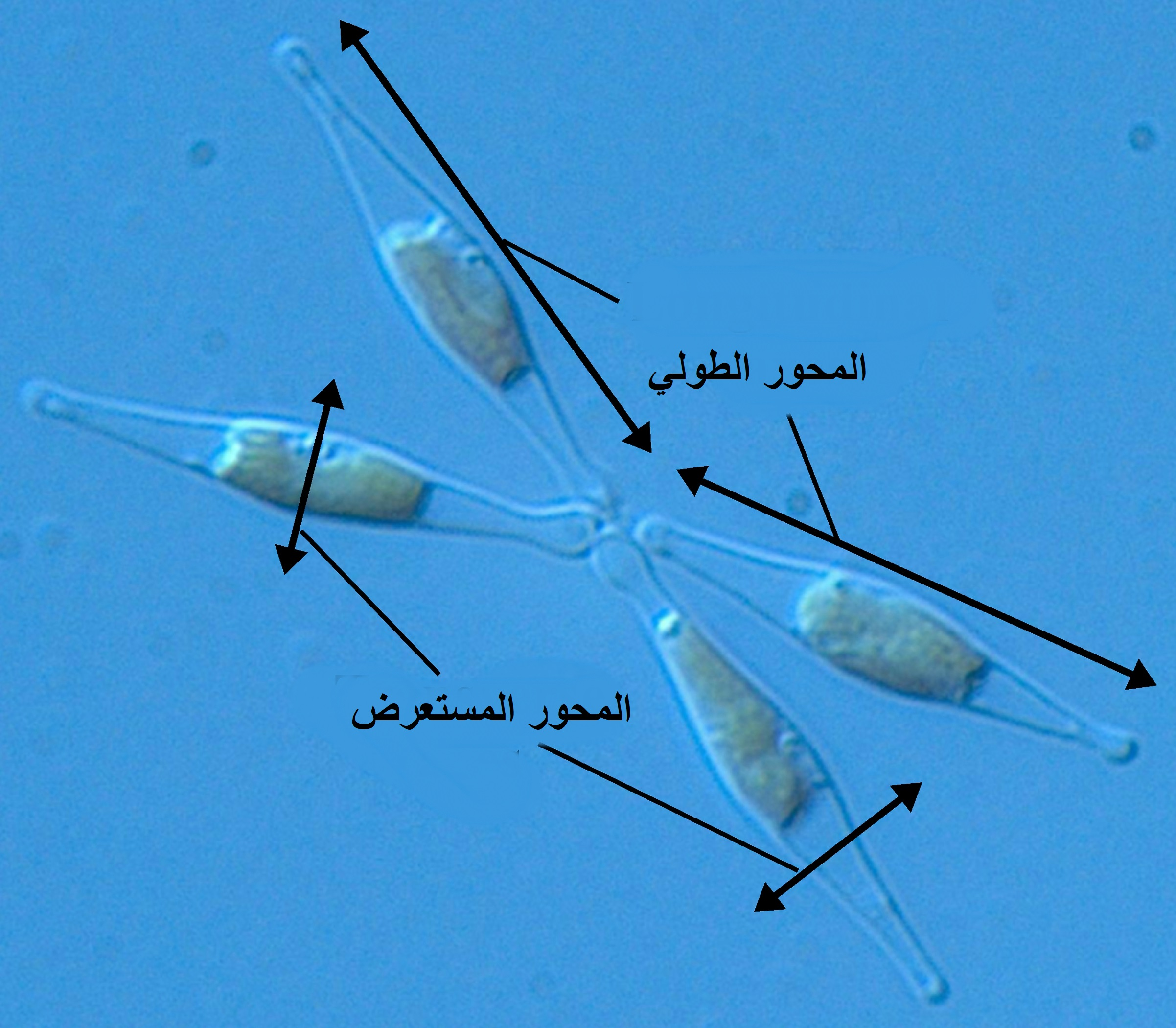
الاتجاهات التشريحية على دياتوم من نوع Phaeodactylum tricornutum، وهي طحالب أحادية الخلية يظهر منها أربعة في الصورة.